# 北海道道1161号士別剣淵インター線

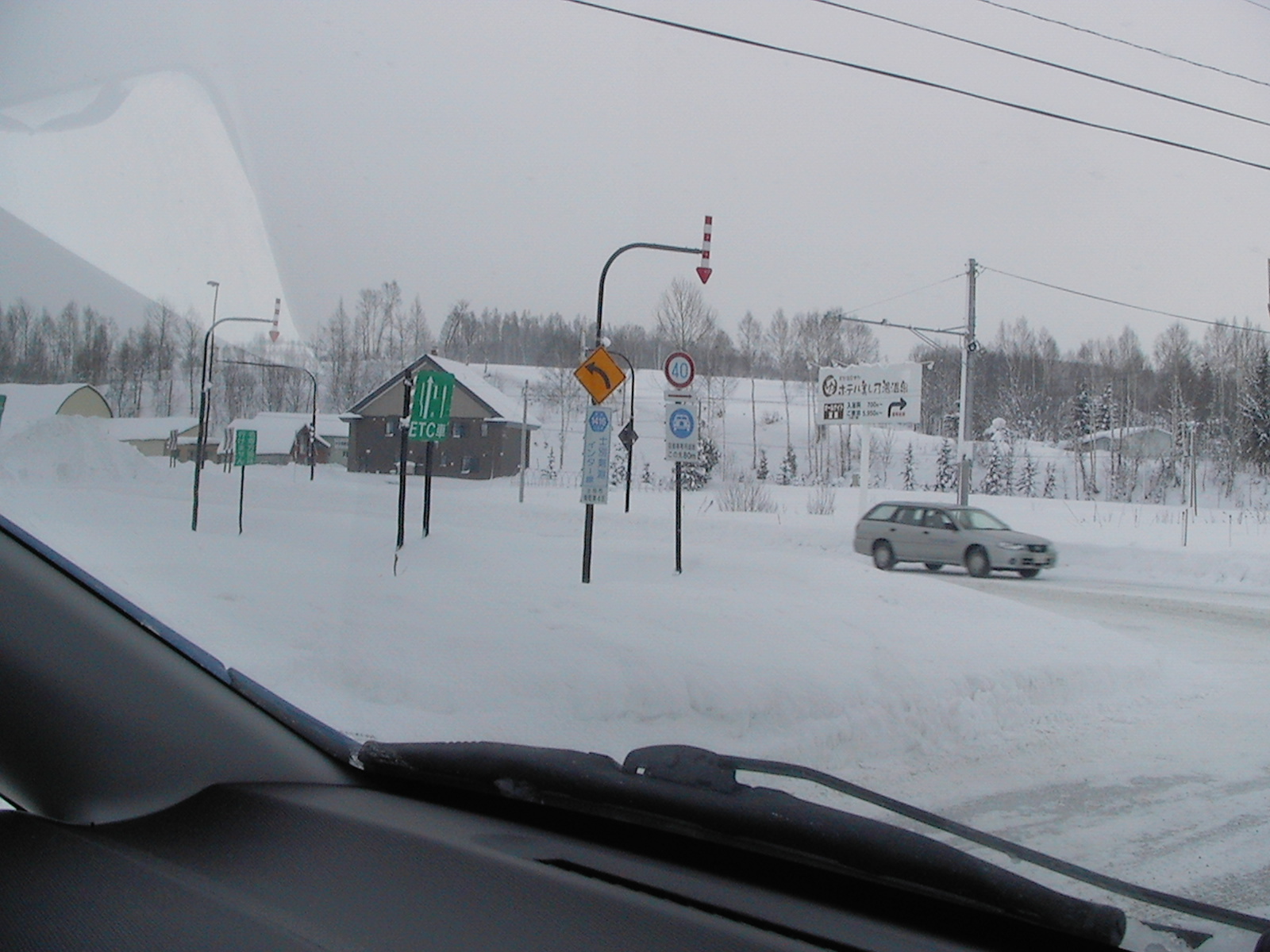
道道1161号（国道40号交点）

北海道道1161号士別剣淵インター線（ほっかいどうどう1161ごう しべつけんぶちインターせん）は、北海道士別市と上川郡剣淵町を結ぶ一般道道（北海道道）である。

## 概要

### 路線データ
- 起点：北海道士別市南町東4区（国道40号交点）
- 終点：北海道上川郡剣淵町藤本町（道央自動車道 士別剣淵IC）
- 総延長：0.1 km

## 歴史
- 2000年（平成12年）12月12日 - 士別インター線として路線認定[1]。
- 2003年（平成15年）10月4日 - 開通。
- 2004年（平成16年）3月5日 - 路線名を士別剣淵インター線に変更[2]。

## 地理

### 通過する自治体
- 上川総合振興局
  - 士別市
  - 上川郡剣淵町

### 交差する道路
士別市
- 国道40号 - 南町東4区（起点）

剣淵町
- 道央自動車道士別剣淵IC - 藤本町（終点）